# 伊朗建軍節
伊朗伊斯兰共和国建军节（波斯語：‎）是伊朗於每年4月18日庆祝的一個節日（建军节）。

## 历史
巴列维王朝時期，為了纪念1921年波斯政变，一開始伊朗官方將每年的2月21日定位伊朗建军节。  1946年，穆罕默德-礼萨·巴列维將伊朗建军节改到12月12日，因为就在這一天，伊朗军队击败了阿塞拜疆人民政府的軍隊。 
1979年伊朗伊斯蘭革命爆發，巴列維王朝被推翻。1979年4月8日，伊朗最高领袖鲁霍拉·穆萨维·霍梅尼会见了伊朗武装部队士兵。十天后，霍梅尼決定将每年的4月18日定为建军节。
建军节當天，伊朗伊斯蘭共和國政府都會举行阅兵式，  而且退伍军人、现役军人和预备役军人還要参加在霍梅尼陵前舉行的游行。 